# دربند پارس

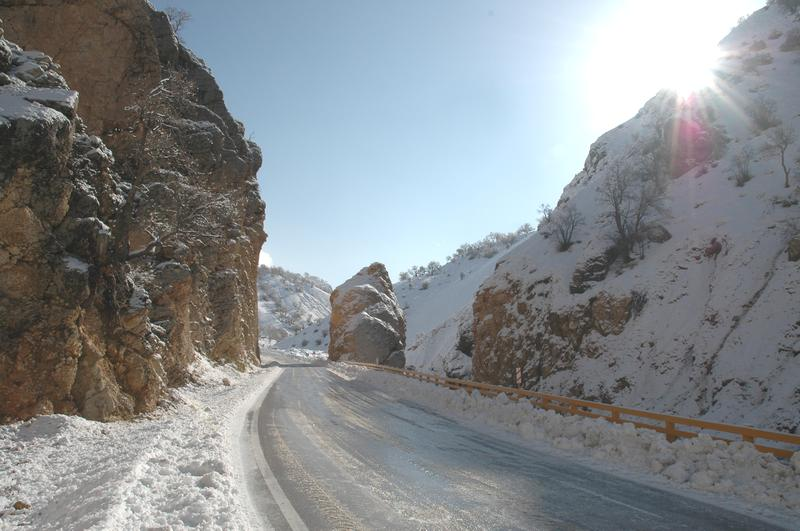
تصویری از دروازه‌های پارس؛ جاده در دههٔ ۱۹۹۰ ساخته شده‌است.

دروازه‌های پارس نام باستانی گذرگاهی است که امروزه به نام «تنگ‌تکاب» مشهور است و شهر بهبهان(ارجان) را‌ به دژکرد و سپس سده  از توابع شهرستان اقلید متصل می‌کند. این گذرگاه امروزه از مرز بین استان‌های خوزستان و کهگیلویه و بویر احمد و فارس، از جنوب کوه دنا در رشته‌کوه زاگرس می‌گذرد. این گذرگاه ارتباط بین ساحل خلیج فارس با قسمت‌های داخلی پارس را کنترل می‌کند. 
به نظر می‌رسد نبرد اصلی در منطقه سده اتفاق افتاده است. در زمان حمله اسکندر تل مهرعلی فارسی یا تل مهر پارسی در سده (اقلید) یک دژ نگهبانی محسوب می‌شده که هم اکنون تلی از خاک است که تا کنون کاوش های فراوانی توسط سازمان میراث فرهنگی در این تل تاریخی صورت گرفته است.
در آخرین هفتهٔ سال ۳۳۱ پیش از میلاد، این گذرگاه به محل وقوع نبرد سهمگین دروازهٔ پارس مبدل شد که در آن اسکندر مقدونی با مقاومت‌های سرسختانهٔ آخرین سربازان هخامنشی به فرماندهی آریوبرزن مواجه گشت.